# هرمان كوفمان
هرمان كوفمان (بالألمانية: Hermann Kaufmann)‏ هو أستاذ جامعي ومهندس معماري نمساوي، ولد في 11 يونيو 1955 في Reuthe ‏ في النمسا.